# Исаков, Исмаил Исакович
Исаков Исмаил Исакович (род. 10 июня 1950, п. Сопу-Коргон, Алайский район, Ошская область) — кыргызский государственный деятель. Генерал-лейтенант (2005). И. о. министра обороны Временного правительства Кыргызстана.

## Биография
- после окончания в 1973 военного училища назначен на должность командира мотострелкового взвода, роты (Южная группа войск, Венгрия).
- с 1978 по 1981 командир роты, нач-к штаба-зам. командира мотострелкового батальона, командир батальона (Украина).
- с 1984 по 1992 последовательно занимал должности начальника штаба полка, командира полка, начальника отдела штаба базы, начальника штаба базы, начальника штаба дивизии.
- с 1992 по 1994 назначен начальником управления боевой подготовки министерства обороны Киргизской Республики.
- с 16 по 26 апреля 1993 года возглавлял оперативную группу Министерства обороны Кыргызской Республики по вызволению пленных солдат (рядовых Б.А. Эгембердиева, Ч.С. Кудайкулова, М.К. Абдуллаева, Б.И. Мамбеталиева) с Афганистана на Калайкумском направлении Республики Таджикистан.
- с 1994—1996 занимал должность должность начальника Главного штаба Вооруженных Сил, одновременно с 1994 по 1999 Первый заместитель Министра обороны Киргизской Республики.
- в феврале 1993 года по выполнению специального задания Правительства Кыргызской Республики руководил вводом отдельного батальона Вооруженных Сил Кыргызской Республики в составе Коллективных миротворческих сил СНГ для охраны обороны участка государственной границы Таджикистана с Афганистаном на Ишкашимском направлении.
- в августе 1996 года участвовал в планировании и проводил первое в истории Кыргызстана антитеррористическое учение с участием сил и средств силовых структур, государственных органов и органов местного самоуправления.
- 2000 по 2005 депутат Законодательного собрания Жогорку Кенеша Кыргызской Республики. Председатель комитета по вопросам Государственной безопасности, заместитель председателя постоянной комиссии по внешним связям, безопасности и региональному взаимодействию Межпарламентской ассамблеи СНГ.
- с марта 2005 исполняющий обязанности, а с сентября 2005 года министр обороны Киргизии
- с мая 2008 секретарь Совета безопасности Киргизской Республики.
- в январе 2010 осужден судом за злоупотребления, лишен звания генерал-лейтенант.
- после переворота 7 апреля 2010 года освобожден и восстановлен в звании. Назначен и. о. министра обороны Временного правительства Кыргызстана
- в данный момент является спецпредставителем правительства по урегулированию ситуации на юге Киргизии[1]

## Награды
- Орден «Манас» II и III степеней (2011, 2018)[2]
- медаль «За боевые заслуги» (Указ Президиума Верховного Совета СССР от 18.02.1981 г.)
- медаль «За безупречную службу» трех степеней
- медаль «За укрепление военного сотрудничества» (приказ Министра обороны Кыргызской Республики № 235 от 03.09.2004 г.) - за проявленные мужество и смелость, высокие моральные и волевые качества при выполнении правительственного задания
- медаль «За укрепление боевого содружества» (приказ Министра обороны Республики Казахстан № 338 от 25.08.2006 г.)
- Почетная грамота Совета Коллективной безопасности ОДКБ (решение Председателя Совета Коллективной безопасности ОДКБ от 06.10.2007 г.)
- Почетная грамота Парламентской Ассамблеи ОДКБ (решение Председателя ОДКБ Нарышкина С.Е. от 17.05.2012 г.)
- знак «65 лет Битвы за Москву», (решение Мэра города Москвы, Ю.М.Лужковым, 2006 г.)
- знак «За укрепление военного сотрудничества» (решение Совета министров обороны государств-участников СНГ от 20.06.2007 г.)
- знак «15 лет Договору о коллективной безопасности» (приказ Генерального секретаря ОДКБ Н.Бордюжа № 156 от 05.09.2007 г.)
- именное оружие (распоряжение Правительства Кыргызской Республики от 27.05.1993 г.)
- именное оружие (распоряжение Правительства Кыргызской Республики от 20.05.2006 г.)
- «За отличие в охране государственной границы» 1 степени
- шесть юбилейных медалей
- специальный нагрудный знак «Герой апрельской Народной Революции» (Указ Президент Кыргызской Республики № 312 от 30.11.2011 г.) - в знак признания особых заслуг в свержении антинародного режима

## Образование
- в 1966 году окончил Среднюю школу имени Т. Сатылганова (Алайский район, Кыргызстан)
- в 1973 году окончил Ташкентское высшее общевойсковое командное училище (г. Ташкент, Республика Узбекистан)
- в 1978 году окончил Вечерний университет Марксизма-Ленинизма (г. Кечкемет, Венгрия)
- в 1984 году окончил Военную академию имени М. В. Фрунзе (г. Москва, Российская Федерация)
- в 1989 году окончил Высшие офицерские курсы "Выстрел" (г. Солнечногорск, Российская Федерация)
- в 1996 году окончил Военную академию Генерального штаба Вооруженных Сил Российской Федерации (г. Москва, Российская Федерация)
- в 1998 году Международный институт гуманитарного права (г. Сан-Ремо, Италия)

## Более детальная биография
- В феврале 1993 года по выполнению специального задания Правительства Кыргызской Республики руководил вводом отдельного батальона Вооруженных Сил Кыргызской Республики в составе Коллективных миротворческих сил СНГ для охраны и обороны 100-километрового участка государственной границы Таджикистана с Афганистаном на Ишкашимском направлении.

- С 16 по 26 апреля 1993 года возглавлял оперативную группу Министерства обороны Кыргызской Республики по вызволению пленных солдат с Афганистана на Калайкумском направлении Республики Таджикистан (рядовых Эгембердиева Б.А., Кудайкулова Ч.С., Абдуллаева М.К. и Мамбеталиева Б.И.).

- В августе 1996 года впервые на территории Кыргызской Республики планировал  и провел антитеррористическое учение с участием сил и средств Министерства обороны, МВД, МНБ, государственных органов и органов местного самоуправления г. Бишкек.

- Был одним из разработчиков и участников международных миротворческих учений «Центразбат-96, 97, 98, 99». В сентябре 1998 года руководил активной фазой миротворческого учения «Центразбат-98» с участием войсковых подразделений Азербайджана, Грузии, Казахстана, Кыргызстана, Таджикистана, Узбекистана, России и США.

- В феврале 1999 года руководил выводом отдельного батальона Вооруженных Сил Кыргызской Республики  из Республики Таджикистан, охранявшего на протяжении шести лет таджико-афганскую границу.

- С 11 по 13 августа 1999 года руководил операцией по освобождению заложников (акима Баткенского района, офицеров МО и МНБ КР) от рук вооруженных бандформирований в Баткенской области.

- С 14 по 21 августа 1999 года руководил боевой операцией по уничтожению  и вытеснению с территории Баткенской области вооруженных бандформирований, вторгшихся с территории Таджикистана на территорию Кыргызской Республики.
- 29 августа 1999 года подал в отставку с должности первого заместителя Министра обороны Кыргызской Республики в связи с несогласием действиями Президента -  Главнокомандующего ВС КР А.Акаева по руководству борьбы с вооруженными бандформированиями.
- 12 марта 2000 года избран депутатом Законодательного собрания Жогорку Кенеша Кыргызской Республики по одномандатному Алайскому округу № 29, а также председателем Комитета Жогорку Кенеша Кыргызской Республики по вопросам государственной безопасности.
- 7 марта 2001 года избран заместителем председателя Постоянной комиссии Межпарламентской Ассамблеи СНГ по внешним связям, безопасности и региональному взаимодействию.

- В 2002 году возглавил штаб оппозиционного Общественного движения «За отставку А.Акаева и реформы для народа» против действующего Президента Кыргызской Республики А.Акаева.
- 24 марта 2005 года, являясь одним из лидеров политических сил «Народное движение Кыргызстана» (НДК), принял активное участие  в народной революции против семейно-кланового правления Президента А.Акаева. В результате 24 марта 2005 года был свергнут Президент Кыргызской Республики А.Акаев.
- С 2006 по 2008 годы активно внедрял государственный язык в Вооруженных Силах Кыргызской Республики.
- В октябре 2008 года, выразив несогласие с проводимой внутренней и внешней политикой Президента Кыргызской Республики К.Бакиева, добровольно ушел в отставку с поста Секретаря Совета безопасности Кыргызской Республики.
- В апреле 2009 года выдвинул свою кандидатуру для участия в выборах Президента Кыргызской Республики.
- 19 мая 2009 года снял свою кандидатуру с предвыборной гонки, в пользу единого кандидата от Объединенного народного движения А.Атамбаева.
- В декабре 2009 года активно участвовал в создании оппозиционного Объединенного народного движения (ОНД) против семейно-кланового, криминального режима Президента Кыргызской Республики К.Бакиева. Был одним из лидеров ОНД.
- 30 декабря 2009 года из-за оппозиционной деятельности возбуждено сфабрикованное уголовное дело по личному указанию Президента Кыргызской Республики К.Бакиева  и в январе 2010 года Военным судом Бишкекского гарнизона осужден к 8 годам лишения свободы с отбыванием в колонии усиленного режима, с лишением воинского звания «генерал-лейтенант».
- В 2010 году Институтом свобод и прав человека был признан «узником совести».
- 7 апреля 2010 года в ходе народной революции освобожден с места лишения свободы и назначен Министром обороны Кыргызской Республики – член Временного Правительства Кыргызской Республики.
- 15 апреля 2010 года судебной коллегией по уголовным делам Военного суда Кыргызской Республики был полностью  оправдан и восстановлен в воинском звании «генерал-лейтенант».

- С 13 мая по 21 июля 2010 года являясь Специальным представителем Временного Правительства  Кыргызской Республики по Ошской, Джалал-Абадской и Баткенской областям по вопросам регулирования социально-политической и экономической ситуации:

- с 13 по 16 мая 2010 года руководил освобождением административных зданий Ошской, Джалал-Абадской и Баткенской областей, насильственно захваченных сторонниками бывшего Президента Кыргызской Республики К,Бакиева и восстановлением государственной власти Временного Правительства Кыргызской Республики в регионе;
- с 18 по 19 мая 2010 года руководил локализацией межнациональных столкновений, организованных и спровоцированных действиями К.Батырова в г.Джалал-Абад и Джалал-Абадской области, а также стабилизацией обстановки с предотвращением распространения конфликта в другие регионы;
- с 11 по 27 июня 2010 года руководил:
- стабилизацией и восстановлением социально-политической обстановки, локализацией межнациональных столкновений, организованных сторонниками К.Бакиева, сепаратистски настроенными отдельными лидерами узбекской диаспоры в Ошской и Джалал-Абадской областях;
- организацией гуманитарного коридора и выводом граждан узбекской национальности (женщин, детей и пожилых людей) в количестве более 75 тысяч человек в безопасные районы;
- обустройством и распределением гуманитарной помощи возвратившимся гражданам с территории Республики Узбекистан в количестве 75 855 человек;
- организацией работ в южном регионе страны по обеспечению своевременного и мирного проведения Референдума по принятию новой Конституции Кыргызской Республики.
- В октябре 2010 года избран депутатом Жогорку Кенеша Кыргызской Республики V созыва по списку СДПК.
- С 24 декабря 2010 года по январь 2012 года избран председателем Комитета Жогорку Кенеша Кыргызской Республики по обороне и безопасности.